# SpVgg Jena
SpVgg Jena was een Duitse voetbalclub uit Jena, in de deelstaat Thüringen.

## Geschiedenis
De club werd op 23 mei 1908 opgericht als SC Wacker Jena. In 1909 wijzigde de naam in SC Jena 08. De club werd in 1909 kampioen in de derde klasse en in 1911 promoveerde de club naar de hoogste klasse van de Oost-Thüringse competitie. In het eerste seizoen werd de club derde. Ook in 1913 eindigden ze op de derde plaats. In 1917/18 sloot de club een fusie aan met VfB 1911 om zo een concurrentieel team op te kunnen stellen aan het einde van de oorlog, maar de club trok zich voor de competitiestart terug. 
In 1919 fuseerde de club met FC Jena-Nord tot SpVgg Jena. De club speelde nu in de tweede klasse van de nieuwe Kreisliga Thüringen. In 1922 werd de club groepswinnaar en plaatste zich voor de eindronde, waar ze tweede werden achter SC 06 Oberlind. De club promoveerde wel en werd het volgende seizoen tweede achter SC 1903 Weimar in de Oost-groep. Na dit seizoen werd de Kreisliga afgevoerd en werd de vooroorlogse Oost-Thüringse competitie terug in ere hersteld als hoogste klasse (Gauliga Ostthüringen). De club staat in officiële tabellen vanaf 1923/24 als SpVgg 1911 Jena geboekstaafd. Het is onbekend of de club tussen 1923 en 1924 een fusie aanging of dat dit een historische fout is. De club VfB 1911 promoveerde op een later tijdstip nog dus deze club bestond nog.
In het eerste seizoen van de Gauliga werd de club derde, maar hierna gingen de resultaten bergaf en eindigde de club vaak bij de laatste twee, maar werd twee keer gered omdat er geen degradatie was. In 1930 degradeerde de club definitief uit de Gauliga. De club slaagde er de volgende jaren niet in om terug te keren en verzeilde na de competitiehervorming van 1933 in nog lagere reeksen. 
In 1939 fuseerde de club met TV Wenigenjena. 